# Мельник Олександр Іванович (художник)
Олекса́ндр Іва́нович Ме́льник (17 січня 1949, село Мала Офірна Фастівського району Київської області) — відомий український художник. З 1987 року — член Національної спілки художників України. Працює в галузі монументального мистецтва: (мозаїка, вітраж, фреска, гобелен, розпис, ковка, скульптура); станкового живопису та графіки.

## Біографія
У 1968 році закінчив Республіканську художню середню школу (нині Державна художня середня школа імені Тараса Шевченка).
У 1974 році закінчив Київський державний художній інститут (нині Національна академія образотворчого мистецтва і архітектури). В академії він навчався в майстерні монументального мистецтва професора Тетяни Яблонської.
Починаючи з 1973 року бере участь у всеукраїнських та міжнародних виставках.
З 1974 по 2009 рік працював у Київському комбінаті монументально-декоративного мистецтва творчо-виробничого об'єднання «Художник».

## Творчість

### Основні монументальні твори
Виконав ряд монументальних творів у відомих громадських установах:
- Вітражі на теми давньоруської історії в Національному історичному музеї України (1977): «Час Ярослава Мудрого»; та «Час Нестора Літописця»;
- Вітражі на теми народної творчості в Національному музеї літератури України (1985): «Дума», «Пісня», «Казка»;
- Гобелени для Національного історико-етнографічного заповідника «Переяслав» (1987—1989): «Повчання Володимира Мономаха», «Григорій Сковорода», «Іван Котляревський», «Тарас Шевченко. Думи мої…»;
- Розписи в Михайлівському Золотоверхому монастирі (2000): «Вхід Господній в Єрусалим», «Зішестя Святого Духа на апостолів», «Зішестя Христове до пекла», «Свята Анастасія», «Свята Євдокія»;
- Мозаїки із зображенням визначних архітектурних пам'яток Києва у вестибюлі Центрального залізничного вокзалу «Київ-Пасажирський» (2001): «Софійський собор», «Покровська церква», «Брама Заборовського», «Георгієвський собор Видубицького монастиря», «Маріїнський палац»;
- Розпис у Київському державному академічному театрі ляльок (2005): «Казка про жар-птицю і вовка».

Олександр Мельник також виконав монументальні пам'ятні знаки з рельєфом по каменю на місці зруйнованої П'ятницької церкви в місті Теребовлі (1993) та біля хати в селі Жорнокльови Драбівського р-ну Черкаської обл. де народився Іван Падалка — один із розстріляних у 1938 році митців школи Михайла Бойчука (1994).

### Висвітлення теми історії України в станковому живопису
Олександр Мельник майже всю свою творчість присвятив висвітленню історії України.
Художник створив серію полотен на теми Київської Русі:
- триптих «Русь»(1982)
- триптих «Ми — ідолопоклонники»(1988)
- «Князь на князя, брат на брата»(2004)
- «Нестор і Сильвестр — літописці київські»(2005),
- «Щек, Кий, Либідь і Хорив»(2009)
- «Діяння Андрія Боголюбського на Русі»(2011)

Також художник створив кілька живописних робіт на теми козацьких визвольних змагань:
- «Батуринське розп'яття»(2008)
- «Український спас»(2009)

Одне з монументальних полотен Олександр Мельник присвятив Тарасу Шевченку:
- «Шлях у вічність»(2013)

У своїх творах художник не оминає і теми сьогодення:
- «Дзвонар»(2014)
- «Спломенілий цвіт»(2015)

Полотна Олександра Мельника присвячені далекій минувшині висвітлюють глибоку історичну вкоріненість сучасних проблем України. А твори на теми сьогодення підкреслюють історичність подій, які Україна переживає нині.

### Книжкова графіка

Олександр Мельник. «Анастасія». (Портрет мами молодою). 1976. Фреска. 50х40

У 2004—2009 роках Олександр Мельник проілюстровав 18 українських народних казок для журналу «Welcome to Ukraine» N3(30) — N2(48). Окрім того художник створив 40 ілюстрацій до «Священної історії Нового Заповіту» Михайла Карачківського (видавництво «Воскресіння», Кенсінґтон, США. 1993).

### Жоржиновий період
Починаючи з 1993, майже десять дуже складних у житті художника років, у його творчості панували квіти. Серію започаткувала робота «Ангел, айстра, Анастасія», присвячена доньці. Поступово виробився образ квітки-зірки жоржини, зображуючи які, художник передавав свій внутрішній стан смутку й радості, трагедії і щастя. Лише інколи вписуючи в композиції фігури — «За мотивами народної пісні».

### Художня манера
Головним для Олександра Мельника у творчості є зміст, передача важливих для нього ідей. Для переконливішого донесення глядачеві форма залишається для нього допоміжним засобом. Тому, передаючи події різних епох, він зображує їх стилістично наближено до мистецьких традицій тих часів. Майже всі твори Олексанра Мельника об'єднує велика міра узагальнення, монументалізм форми, що дає право назвати художника продовжувачем традицій української школи монументального мистецтва Михайла Бойчука.
Навіть невеликі станкові твори художника виглядають як фрагменти грандіозних монументальних муралів — «Бачу справи твої, людино!», «Князь на князя — брат на брата» та інші. Такий відбір дозволяє автору зосередити увагу глядача на головній ідеї твору, не відволікаючись на деталі. В той же час він демонструє вміння згармонізувати і колористично, і ритмічно, і композиційно багатофігурні, багатопредметні сюжети — «Діяння Андрія Боголюбського на Русі», «Пробудження». Загалом, тематично творчість Олександра Мельника можна об'єднати в нероздільну тріаду — доля людини, доля України, доля людства.

## Куратор мистецьких проектів
2001 року персональною виставкою Олександр Мельник започаткував антивоєнний проект «Надія». Тоді художник виставив як малярські твори так і власні тексти-роздуми антивоєнного миротворчого змісту, якими хотів привернути увагу суспільства до наростаючої загрози страхітливої воєнної катастрофи. Наступну персональну виставку такого спрямування було проведено 2013-го року. І лише 2014-го, коли вже було окуповано Крим і Росія почала воєнне вторгнення на сході України, всі нарешті зрозуміли актуальність теми і вдалося провести Всеукраїнську антивоєнну виставку «Надія». Полотно з цієї виставки «Пробудження» (2013) передає розвиток людинознищувальних винаходів «людини розумної» від кам'яної сокири до атомної бомби. Тема перегукується з офортом Франсіско Гойї «Сон розуму породжує чудовиськ» (1797). Але Олександр Мельник зображує не вигадані химери, а винайдені й виготовлені людиною засоби націлені на знищення людини людиною, тобто на самознищення.
«Якщо розум людський не прокинеться, то й далі згоратиме в полум'ї регіональних і, не доведи Господи, світової війни цвіт людства — чиїсь сини, кохані, батьки… як тепер гине цвіт України».
Найвідоміший і наймасштабніший проект Олександра Мельника, як автора і куратора, — Всеукраїнська виставка-бієнале «Україна від Трипілля до сьогодення в образах сучасних художників». Ідея виставки спрямована на відродження української історичної картини, правдиву передачу в художніх творах української історії. Проект започатковано 2004 року. До 2016 року проведено 7 всеукраїнських виставок з виданням повномасштабних каталогів кожної з них.
Третій проект — групова виставка «День свободи», відкрита в 2012 році на знак протесту проти відміни свята на той час Президентом України Віктором Януковичем. На відкритті Олександр Мельник пообіцяв проводити виставку щороку, поки свято не буде відновлено. Але вже наступного 2013 року 22 листопада після відкриття виставки всі учасники і гості пішли на Майдан Незалежності. Починалась Революція Гідності. 13 листопада 2014 року указом Президента України Петра Порошенка свято відновили під назвою День Гідності та Свободи.

## Громадська діяльність
Митець завжди займав активну громадську позицію. В кінці вісімдесятих був заступником голови Екологічної комісії КОСХУ. Був головою осередку Народного руху України в КОСХУ з дня його створення і до часу реорганізації громадської організації в партію. На початку дев'яностих очолював секцію монументального мистецтва КОНСХУ. Обраний членом правління КОНСХУ. У 2004 році брав активну участь у Помаранчевій революції. Під час Революції Гідності його було легко впізнати навіть серед багатотисячного натовпу — в руках тримав свою картину «Бачу справи твої, людино!», на якій зображено очі Господні. З іншого боку картини написано — «Ви прекрасні!!! Я вас люблю!». Ці очі й цей напис підтримували протестувальників під час усіх віче на Майдані Незалежності і під час активних сутичок на Грушевського та Інститутській.

### Підтримка української мови
Після проголошення Президентом Петром Порошенком 2016-го Роком англійської мови в Україні, звернувся до нього з відкритим листом — «Оголосити 2016-ий Роком повернення Україні української мови». Отримавши формальну відписку, розмістив на сайті електронних петицій Президента нове звернення — «Проголосити 2016—2025 роки Десятиріччям повернення Україні української мови».
|  | В час тотальної війни Росії проти України, коли саме найбільш зросійщені регіони, в яких знищена мовна, духовна тотожність з Україною, не змогли протистояти московській агресії, нам необхідно усвідомити, що РУСИФІКАЦІЯ Є ДУХОВНОЮ ОКУПАЦІЄЮ. Тому нашим гаслом до дії повинно стати: "ДЕРУСИФІКАЦІЯ дорівнює ДЕОКУПАЦІЯ". |

## Нагороди, відзнаки
- 1-а премія 1-ї Всеукраїнської виставки монументального мистецтва (1992).
- 2-га премія 1-ї Всеукраїнської виставки духовного мистецтва (1995).
- Лауреат Конкурсу творів до 50-річчя ООН представництва ООН в Україні (1996).
- Подяка та іменний годинник від київського міського голови (2005).
- Премія Київської організації Національної спілки художників України «Мистець» імені Михайла Бойчука за найкращий монументальний твір року (2006).
- Орден «За заслуги» 3-го ступеня (2008).
- Срібна медаль Національної академії мистецтв України (2012).
- Мистецька премія «Київ» імені Сергія Шишка (2016) — за твори «Пробудження» (2013), «Дзвонар» (2014) та «Спломенілий цвіт» (2015).[3]